# Labskovs
Labskovs eller skipperlabskovs er en egnsret fra Nordtyskland. Det er en betegnelse for kogt eller stegt kød (eller fisk), skåret i terninger, brunet med løg, overhældt med suppe og kogt med ituskårne (eller mosede) kartofler og krydderier, men med flere varianter.
Ordet kendes også i plattysk og tysk, Labskaus, og engelsk lobscouse, der er blevet tolket som måltid for stærke; men i virkeligheden har etymologien været regnet for usikker. Madskribenten Petra Foede henviser til, at labs på lettisk betyder god, og kaušis betyder skål, krus, opøseske, og da Letland er en af søfartsnationerne omkring Østersøen, er forklaringen ikke usandsynlig.
Det var oprindeligt sømænd, som spiste labskovs. I ældre dansk sprog kaldtes det også lobescoves eller lobescowes.
I Danmark er retten kendt som skipperlabskovs (evt. med brød). Det er typisk husmandskost.